# Diogo Silvestre
Diogo, właśc. Diogo Silvestre Bittencourt (ur. 30 grudnia 1989 w Paranavaí) – brazylijski piłkarz, występujący na pozycji lewego obrońcy. Były Reprezentant Brazylii U-20. Od 2018 jest piłkarzem klubu CA Juventus.

## Kariera reprezentacyjna
Diogo to podstawowy gracz brazylijskiej reprezentacji U-20. Z drużyną tą zdobył w 2009 roku mistrzostwo Ameryki Południowej. W tym samym roku wziął udział w rozgrywanych w Egipcie Mistrzostwach Świata U-20. Wystąpił w 6 z 7 meczów rozegranych przez Brazylię, w tym w przegranym finale z reprezentacją Ghany. Obok Niemca Kopplin’a należał do najlepszych graczy na swojej pozycji.